# Alto tradimento (film 1949)
Alto tradimento (Conspirator) è un film del 1949 diretto da Victor Saville.

## Trama
Inghilterra del secondo dopoguerra. Melinda Greyton è una giovane americana in vacanza a Londra. La sua bellezza acerba e il fascino irresistibile catturano immediatamente l’attenzione del maggiore Michael Curragh, un ufficiale britannico di bell’aspetto ma dall’indole riservata e impenetrabile. Durante un ricevimento militare, i due si incontrano e in poco tempo si innamorano. Dopo una breve frequentazione, Michael le propone il matrimonio, e Melinda accetta con entusiasmo.
Apparentemente la coppia conduce una vita idilliaca nella campagna gallese, in una pittoresca tenuta familiare. Tuttavia, ben presto iniziano ad affiorare crepe nella perfezione: Michael mostra lati del suo carattere che inquietano la giovane sposa, come una sorprendente freddezza emotiva e reazioni impulsive e violente. In un episodio chiave, Melinda rimane colpita dalla sua mancanza di empatia durante una battuta di caccia, quando egli ignora la sofferenza di un animale ferito. La tensione cresce ulteriormente quando Melinda inizia a notare comportamenti sospetti: misteriose lettere anonime, viaggi non spiegati, e un mutismo sempre più opprimente. Con crescente angoscia, la giovane moglie scopre per caso che suo marito non è ciò che dice di essere. Michael, infatti, è un agente segreto che lavora per conto dei servizi sovietici, infiltrato nell'esercito britannico e responsabile della fuga di importanti informazioni militari. Devastata dalla scoperta, Melinda affronta il marito, implorandolo di abbandonare quella doppia vita. Ma Michael, diviso tra il suo amore per lei e la fedeltà alla causa comunista, tenta persino di convincerla a unirsi al Partito. Al suo rifiuto, le pressioni che subisce da parte dei suoi superiori diventano sempre più forti e minacciose: il Partito lo considera compromesso e gli ordina di uccidere la moglie per eliminare ogni rischio. Il conflitto interiore di Michael raggiunge l'apice durante una battuta di caccia, dove si trova sul punto di eseguire l’ordine. Tuttavia, sopraffatto dai sentimenti che prova per Melinda, esita. La giovane, dal canto suo, è combattuta tra la fedeltà coniugale e il senso di giustizia, mentre i servizi segreti britannici – che da tempo tengono d'occhio Curragh – la invitano a continuare a recitare la parte della moglie ignara, in modo da tendere una trappola definitiva. La tensione drammatica resta alta fino all’epilogo, dove le scelte di Melinda e le conseguenze delle azioni di Michael si incrociano in un climax teso e carico di pathos.